# Мандат (пьеса)
«Мандат» — первая большая пьеса Николая Эрдмана, которая выросла из опыта работы в театре Сатиры и вобрала в себя многие мотивы, характерные для тогдашней сатирической драматургии.
Семья Гулячкина пытается приспособиться к новой жизни, поэтому у них картина имеет две стороны, а на жизнь герой Павел смотрит через дырку, чтобы вовремя подстроиться под ситуацию. Нелепые попытки примазаться к настоящему, вздохи об ушедшей жизни, мещанский быт вымирает стремительно.
Замечательная языковая игра: Надежда Петровна говорит «Да когда же настанет это старое время» — это уже абсурд, так как старое время настать не может вообще[что?].
В интервью газете «Вечерняя Москва» Мейерхольд так охарактеризовал пьесу Эрдмана: «Современная бытовая комедия, написанная в подлинных традициях Гоголя и Сухово-Кобылина. Наибольшую художественную ценность комедии составляет её текст. Характеристика действующих лиц крепко спаяна со стилем языка».
Герои пьесы разоблачают сами себя. У них иллюзорное представление о возможности врасти в революцию, утвердиться в ней, так как герой сам себе написал мандат, но сам же этого и боялся. Эрдман пытался показать бесполезность попыток людей перестроить жизнь на свой лад. Но здесь обывательщина вырастает до символа, выступает как сословие вечное и неистребимое. Когда Гулячкин говорит, что он со своим мандатом всю Россию перестреляет, то здесь уже просматривается воинствующее истерическое состояние, которое переходит в наступление.
В этой пьесе изображён быт нэпмана, но здесь есть лишь узкий участок современной действительности, тем не менее пьеса с успехом шла до 1934 года включительно. В течение 1925 года спектакль по пьесе "Мандат" прошел в ГосТиМе 100 раз.
Поэт Ю. С. Энтин и композитор Д. Ф. Тухманов по мотивам комедии создали мюзикл «Вечер в Копенгагене».

## Постановки
- 1925 — Театр им. Вс. Мейерхольда. Реж. В. Э. Мейерхольд, худ. И. Ю. Шлепянов. В роли Гулячкина — Э. П. Гарин
- 1926 — Театр им. Ивана Франко (Киев). Реж. Б. С. Глаголин, худ. Петрицкий
- 1956 — Театр-студия киноактера. Восстановление спектакля Мейерхольда (надпись на афише: «Постановка по мотивам работы народного артиста Республики Вс. Мейерхольда (1925 г.) осуществлена Эрастом Гариным и Xесей Локшиной»). В ролях: Гулячкин — Э. П. Гарин, Валериан — С. А. Мартинсон, Надежда Петровна — Н. И. Серебрянникова
- 1988 — Театр Советской армии. Реж. А.В. Бурдонский
- 1988 — Театр «У Моста» (Пермь). Реж. С. Федотов.
- 1998 - Антреприза "Лев Раскатов" (Иваново). Первая в стране постановка мюзикла "Вечер в Копенгагене". Реж. Игорь Южаков.
- 2005 — Национальный театр (Лондон). Реж. Д. Донеллан
- 2007 — Народный студенческий театр «Арт» (г. Новополоцк, Республика Беларусь, www.psu.by/art). Реж. А. Шелепова
- 2016 — Коми-Пермяцкий национальный драматический театр им. М. Горького. Реж. С. Мещангин
- 2019 — Народный театр «Сфера» (Торопец, Тверская обл.) Реж. Ирина Полякова
- 2020 — Театр на Литейном (Санкт-Петербург). Реж. Денис Азаров
- 2023 — Et cetera (Москва). Реж. Владимир Панков
- 2023 — СТИ (Москва). Реж. Сергей Женовач